# Глухой губно-зубной взрывной согласный
Глухой губно-зубной взрывной — согласный звук, встречающийся в некоторых языках. Звук образуется аналогично звуку p, при этом нижняя губа касается верхних передних зубов, как при артикуляции звука f. В алфавите МФА данный звук может отображаться как p̪. Так же возможно отображение символа как лигатуры qp — ȹ.

## Примеры
| Язык      | Язык      | Слово     | МФА         | Перевод  | Примечание             |
| --------- | --------- | --------- | ----------- | -------- | ---------------------- |
| Греческий | Греческий | σάπφειρος | [ˈsap̪firo̞s̠] | 'сапфир' | См. Греческая фонетика |